# Doctor-X～外科醫·大門未知子～角色列表
《Doctor-X～外科醫·大門未知子～》（ドクターX〜外科医・大門未知子〜），為日本朝日電視台自2012年10月18日起至同年12月13日播出的週四晚間九點檔。由米倉涼子主演。本篇為角色列表。

### 主要角色
| 角色                                                   | 演員     | 敘述 | 香港配音                                                                  | 登場季數                                                                        |
| 大門未知子（外科醫師） （） （36→37→38→40→41→42→44）   | 米倉涼子 | 1976年1月7日生，血型A+，廣島縣吳市出身。外科醫生，從東帝醫科大學醫學部退學後轉往古巴當地的大學進修，曾擔任過軍醫、船醫，甚至獸醫，擁有驚人的醫學常識以及經驗，回到日本後，第一季在醫師介紹所神原的介紹下，以「自由派遣醫生」的身分在帝都醫科大學附屬第三醫院工作。往後每季都會到不同醫院以此身份工作。 因著其醫學能力有如未知數，故此獲同行以數學方程式常用的未知數符號「X」，冠以「Doctor X」的稱號。而「Doctor X」稱號在此前亦曾用於其他人身上，但這些醫師之間並沒有絕對的承繼關係。 - 對名譽金錢不感興趣，唯一想累積的只有手術次數。對於大學醫院中的階級制度及排場也一律無視，因而受到前院長的不滿而解僱，後又獲新任的院長聘僱。 - 與醫師執照無關的一切雜務一律不做（上班時間早上8:00至17:00、年薪約1,200萬日圓、超時時薪3萬、緊急性的手術一次30萬，但因手術內容和其他特殊原由，每次手術後收費往往數百至數千萬日圓），以如此誇張的條件與醫院簽約。 - 身為醫師本身的能力很高，而對於患者狀況也有非常靈敏的觀察力，不時向毒島院長和蛭間院長發下豪語聲明「我是絕對不會失敗的！（手術）」。 - 於第五季患上腹膜後腫瘤第三期，最終由西山醫生治好。 - 履歷書上的特長與興趣皆為「手術」，執刀時眼睛會張得很大，三天沒動手術手會抖。每次完成手術後用手指向病人心臟，及後會喝一杯糖漿。下班後常去舞廳、浸溫泉、玩乒乓球、尋找美食或與介紹所長神原一行人一起打麻將，但勝率慘澹。每季未獲日本醫院聘請之時，都會到外國旅行，並在過程中有意無意遇上重要的手術。 主角的原型人物，來自柔道選手松本薰。編劇中園美保一剛開始苦於無法寫出適合的主角設定，適逢倫敦奧運期間，在柔道項目唯一獲得金牌的日本人松本薰，接受電視節目訪問時，回答了「我是不會失誤的」（私、ミスはしないの），啟發了中園的創作靈感，因而確立了「超級外科醫生」的形象。 | 莊巧兒（外判） 黃玉娟（第二至六季）→陸惠玲（第七季）（TVB）               | 全劇                                                                            |
| 神原晶 （） （65→66→67→69→70→71→73）                   | 岸部一德 | 「神原名醫介紹所」負責人，傳說中的Doctor X之一，和久保茂、大門寬、毒島隆之介、勅使河原毅、內神田景信，皆為帝都醫大的同學，曾為附屬醫院的醫生。媽媽桑和大門未知子皆稱他「晶叔」，醫局的人則稱他「神原醫生」，而勅使河原毅稱他為「蜜瓜使者」，因為時常送人蜜瓜，連送小孩吃的糖果都是蜜瓜口味。常常抱著貓咪班凱西。 在古巴時遭黑須貫太郎誣陷而吊銷醫師執照，因此現在是有技術、有頭腦，但沒執照的退休醫生兼經紀人，負責在大門未知子動完額外手術後向醫院領取高額費用，也常在大門未知子手術前予以指導。於大門術後向醫院院長遞帳單請款後，都會跳著十分奇怪的舞蹈離開。 - 住所暨介紹所位於前「百合美容室」對於醫學界的重要人物和內情全都瞭若執掌，例如在第一季第一集中，就向大門未知子暗示前院長久保茂腦梗塞的發生可能性（久保茂經常去鐵板燒料理店吃高級牛肉料理），及後這人脈關係多數用於其脅迫各院長支付巨額醫護費用之上。 - 個性很愛錢，會為錢降低底線，並在不告知大門收下了多少醫院巨款下，持續地嚴格限制大門的日常零用。實際上也有仁慈的一面，像在第一季第五集中，大門未知子緊急召回在家中的城之內博美回醫院時，其女兒就是託給神原晶照顧的。 - 跟大門關係親密程度形同父女。第三季結束前身體狀況惡化，因不願讓大門未知子擔心而離開，身後為大門留下足以維繫其夢想的金錢，亦透示一直以來的金錢收入最終都會給大門未知子繼承。第七季透露康復後決定要留下一部分錢替大門建立一所海外的冠名醫院，兼且開發齊備其性格和技術優點的「未知子機械人」。 | 黎家希（外判） 朱子聰（第二至七季第5集）→招世亮（第七季第6集開始）（TVB） | 全劇                                                                            |
| 城之内博美（麻醉科醫師） （） （33→34→35→37→38→39→41） | 内田有紀 | （第一季）帝都醫科大學附屬第三分院 → 神原名醫介紹所（最終回－） （第二季起）神原名醫介紹所 1979年7月18日生，神奈川縣出身。大學附屬醫院任職時期擔任麻醉科助教。前夫為小兒科人氣名醫岸田卓也（福士誠治飾，第一季第5集），並育有一女城之內舞。 - 性格冷靜、毒舌，醫術得到大門未知子的肯定。雖然也認可大門未知子的醫術及生活方式，但仍與大門未知子保持著一定距離。第二外科解散後，被轉調至名古屋分院急救中心前選擇辭職，並接受神原晶的邀請，到神原名醫介紹所成為麻醉科派遣醫生，和大門未知子成為好友以及手術的固定搭檔。於第四季揭示一直為了工作而隱暪生有腫瘤。 - 熱愛將棋，據聞初中、高中時期都當過將棋社社長。 | 羅婉楓（外判） 林元春（TVB）                                              | 全劇                                                                            |
| 加地秀樹（48→49→50→51→52→54→56）                       | 勝村政信 | （第一季）帝都醫科大學附屬第三分院第二外科講師 （第二季）帝都醫科大學附屬醫院高松第24分院第二外科部長代理 （第三季）國立高度醫療中心東棟外科副部長→ 國立高度醫療中心戰略統合外科副部長 （特別篇）國立高度醫療醫療中心金澤分院外科部長兼外派醫師 （第四季）東帝大學醫院外科醫師暨準教授 （第五季）東帝大學醫院外科醫師（最終回） （第六季）東帝大學醫院外科醫師 → 東帝大學醫院次世代超微創外科治療擔當部長 （第七季）東帝大學醫院外科副部長 → 東帝大學醫院外科負責人 第二外科講師，已離婚。曾因「超級醫生實錄」演出，而有「腹腔鏡魔術師」美名。大門亦在後期認定自己罕有地無法進行手術時，加地會是替補的首選。因大门未知子姓大门（大門／だいもん，Daimon）音近英文恶魔（デーモン，dēmon)，所以時常戲稱大門未知子為“恶魔”。工作上先後與原守、海老名敬和森本光相熟，時常對沒有這些醫師同事在旁感到寂寞。 - 第一季裡在爭取地位時不信任派遣醫生，認為他們皆是一群不負責的人，故起初對大門未知子相當敵視。但在兩人為外資基金經理人四谷篤（加地秀樹高中同學，鶴見辰吾 飾）共同執刀腹腔鏡、内視鏡併用開腹手術後，似乎對其坦誠、認真、毫不掩飾的態度，漸漸地產生好感而隨之改觀，後來亦不時自願參與她發起的手術。第二外科解散後，被轉調往高松的分院。 - 第二季第八集中與大門在高松分院中再度碰面，而且還向大門抱怨，要不是她從中作梗，他可能已經是醫院的外科主任教授了。 - 第三季裡擔任國立高度醫療中心東棟外科副部長，東帝大學派。 - 第四季轉任東帝大學醫院工作。因為感到孤單而曾經出手挽留原。雖獲邀請前往王超國際診所，但最終沒有成事。 - 第五季最終回以可以解決內神田會長事件為契機，重返東帝大學醫院。 - 第六季被丹下拉攏，破天荒以非教授身份成為部長，工作壓力大增。最終決意離開東帝大學醫院。 - 第七季開始前因著新冠肺炎疫情影響外間工作機會，遭取回部分權力的蛭間召回當上外科副部長，在海老名下馬後成為外科負責人，直至其回歸時仍保留名義，但與一眾醫師都視海老名為最大。 - 外傳短篇劇集Doctor Y的主角。其中劇情突顯他即使全力救急扶危，亦會有意無意投入於與醫師執照無關的事情，目標為賺更多的錢和擔正教授之位，而中間亦招惹了許多自己也未必記得的狂風浪蝶。因著常與大門合作，同時其能力亦如未知數般讓人難以預期，所以獲同行稱為「Doctor Y」。外傳亦揭露使其奠定超級醫生地位的腹腔鏡手術，其實是輾轉借用了大門去完成關鍵部分。                                                                    | 楊啟健（外判） 李錦綸（TVB）                                              | 第一季／第二季第8集／第三季／特別篇／第四季／第五季第10集／第六季／Doctor Y系列 |
| 原守（38→39→40→42→43→44→46）                           | 鈴木浩介 | （第一季）帝都醫科大學附屬第三分院第二外科助教 （第二季）帝都醫科大學旗下旭川交流醫院外科醫長 → 日俄最先端醫療中心外科醫師 （第三季）國立高度醫療中心戰略統合外科醫長 （特別篇）國立高度醫療中心金澤分院外科副部長 （第四季、第五季、第六季）東帝大學醫院外科醫師 （第七季）神原名醫介紹所 → 東帝大學醫院外科醫師 助教醫師。自從見證大門未知子為安田悟執刀之後，對她的實力十分欽佩。先後與加地秀樹、海老名敬和森本光相熟。總是被大門未知子叫作「小金」或其他兒時玩伴名字，令本人大感無奈。表現雖然不俗，亦會在季度初登場時經常表現自信，但最後總是因著危急狀況下的瑕疵而恢復略帶自卑的工作心態。惟獨對著朋友和愛人，他仍會拿出最大的勇氣乞求身邊人的協助。 - 第一季為第二外科助教。於第二外科解散後，被轉調往旭川的關係醫院。及後再轉到海參崴的「日俄最尖端醫療中心」精進成為「甲狀腺癌專家」。第五季第七集揭露，似乎亦於當地認識了愛人。 - 第二季第一集中，將受傷的賽馬師送醫時，巧遇大門未知子。 - 第三季獲天堂義人延攬進入「國立高度醫療中心」成為外科醫生。最初獲高度推舉，令其自身也期望複製大門不入任何幫派的特殊地位，惟最終因為執行不到對病人的最佳方案而歸於平庸，成為東帝大學派醫師。 - 特別篇時被轉調至東帝大學醫院金澤分院。 - 第四季被久保東子招攬至東帝大學醫院成為外科醫師。在沒有達到預期表現下，本來在工作後被遣回，但最終在加地幫助下留任。 - 第五季負責管理「寬鬆世代」醫師一行人的工作，但沒有足夠威嚴讓他們跟隨舊有的服從方式。 - 第六季職位沒有太大變化，直至最後決定離開東帝大學醫院。 - 第七季透露離職後到了中國就醫，於第6集以帶來富豪病人王彌六為契機，獲招為神原名醫介紹所的自由派遣醫生，回到東帝大學醫院工作。中間被揭示多次在手術期間出現心因性視覺障礙，直至王彌六一役才在大家協助下得以放鬆，最後重新成為東帝大學醫院醫師。 | 蔡忠衛（外判） 張錦江（TVB）                                              | 第一季／第二季第1集／第三季／特別篇／第四季／第五季／第六季／第七季             |
| 海老名敬（50→51→53→54→55→57）                          | 遠藤憲一 | （第二季）帝都醫科大學附屬醫院第二外科教授 → 帝都醫科大學附屬醫院外科主任教授（最終回） （第三季）國立高度醫療中心東棟外科部長（第1集）→ 國立高度醫療中心戰略統合外科部長（第1集） → 國立高度醫療中心戰略統合外科統一部長（第6集）→ 國立高度醫療中心戰略統合外科部長（第7集） → 國立高度醫療中心戰略統合外科統一部長（最終回） （特別篇）國立高度醫療中心戰略統合外科部長兼任國立高度醫療中心代理總長 （第四季）國立高度醫療中心金澤分院外科部長（第5集） （第五季）東帝大學醫院外科副部長 （第六季）東帝大學醫院附屬北海道摩周湖第39分院院長 → 東帝大學醫院外科醫師 （第七季）東帝大學醫院外科部長 → 東帝大學醫院秋田分院院長 → 東帝大學醫院外科醫師 第二外科教授。一心想當上主任教授，故相當關心院內事務，有時亦過分地討好蛭間重勝。口頭禪為「遵命」（御意），後來為大部分醫生跟隨使用。欣賞大門未知子技術，但想進一步交流時對方總是沒有專注聆聽，且常被指臉容很恐怖。與加地秀樹和原守較相熟，但成為上司後有時顯得高傲，後期亦因上司工作而少了接觸。資質不算最好，但在第二季最終回因為有能者相繼離開，升為外科主任教授，其後事業一帆風順，無法解決的疑難幾乎都會碰上大門協助。 - 第三季為國立高度醫療中心東棟外科部長。 - 第四季調任金澤分院，於抄襲論文事件中前來協助蛭間重勝保位。在對方無心救病人下意識到自己需要改變，試圖反抗但最終失敗。 - 第五季在蛭間重勝被處分以前，調職為東帝大學醫院外科副部長，維持偶有反抗但仍多數服從蛭間的狀態。 - 第六季前獲調任分院院長，後因節省成本導致分院關閉，在賄賂蛭間後才可留任總院最低級的醫師，受收入減少之苦。及後成為唯一仍忠於蛭間的醫師。在一次懷疑患病的經歷後決意脫離蛭間。 - 第七季開始前因著新冠肺炎疫情影響外間工作機會，被取回部分權力的蛭間召回當上外科部長。在第四集在蛭間鼓動下與蜂須賀打賭治療方案失敗者需要離職，卻因蜂須賀以代理院長職位巴結蛭間，使之被秋後算賬，貶為秋田分院院長。第8集挾著拯救重要患者一事，正式回歸外科分院擔任醫師。 | 葉振聲（TVB）                                                             | 第二季／第三季／特別篇／第四季第5、6集／第五季／第六季／第七季                  |
| 蛭間重勝 （） （62→63→65→66→67→69）                    | 西田敏行 | （第二季）帝都醫科大學附屬醫院第二外科部長兼教授 → 帝都醫科大學附屬醫院外科統括部長兼教授 （第三季）西京大學醫院院長 → 國立高度醫療中心理事會董事 → 國立高度醫療中心總長（最終回、特別篇） （第四季）東帝大學醫院副院長（第1集） → 東帝大學醫院院長（第1集） → 國立高度醫療中心理事會董事（第四季最終回） （第五季）東帝大學醫院知床分院院長 → 東帝大學醫院院長 （第六季）東帝大學醫院院長 （第七季）東帝大學醫院外科分院長→ 東帝大學醫院代理院長 1951年11月11日生，富山縣出身。本名「蛭間十一郎」，行醫時使用「蛭間重勝」的名字，取「戰勝重病」之意。獲稱為帝都醫科大學的外科教父，擁有一流的外科精英團隊，但其實只因其權鬥能力雄厚，手術刀反而早已被丟下多年。表面對人溫和，內心卻相當冷血，對心腹亦可一臉和善地狠下毒手。很重視美女秘書、大學團隊歌曲和院長巡診。 - 在第二季為外科統括部長，一直在幕後鼓動醫生之間內鬥。最後因為權鬥和醜聞使大量人才流失，而被總院辭退。 - 第三季成為西京大學醫院院長。最終回在天堂承諾下進駐國立高度醫療中心管理層，在特別篇以手段取得新任總長之位。 - 第四季調任東帝大學醫院，並使計成為無需為醫院排名下跌負責的高層。最終回因王超國際診所挖角大量醫生下無動於衷，終被董事局調走。 - 第五季原本已被調往東帝大學醫院知床分院，但在操作本院新任院長志村圓介入他人婚姻的事件，逼迫其辭職，並取而代之回任東帝大學醫院院長。檯面上受命於日本醫師俱樂部會長內神田景信的指示，但暗地裡仍僱用大門未知子為醫院工作，常夾在兩者中間落得尷尬下場。最後欲以捧起內神田之私生子立功，但成事不久便被監查部門以串謀貪污罪逮捕。 - 第六季開始不良於行。此前似乎再度以手段穩住東帝大學醫院院長職位，但很快被一手招來的丹下以貪污舉報奪權。於使用政治力量避過刑事起訴後，因為下屬更畏懼緊握管理實權的丹下，而在各方面被冷待。在舉報丹下犯罪後一度重拾權勢，但由於按鲛島引入海外資金和醫生同時，原有服從的本土部長相繼離去，最終難逃被逼宮的命運。 - 第七季因著沒有老臣子願意離開隔離住處，而在東帝大學醫院重新得到地位，但因著新冠肺炎令外科手術規模縮減，只能當上外科分院長，並一直被本部成員壓制。第4集在犧牲海老名下，奪回了代理院長之位。第9集因為突然目睹夫人華子在手術中死去活來而一度瞬間反省，但很快被有野心的鍬形拉攏去打敗蜂須賀，直至夫人康復後前來點醒他才再徹底醒覺醫生的初心。結尾很感激夫人的存在讓其避過很多劫難，所以沒有阻止其提出離婚和願意為其付手術費。 | 陳永信（TVB）                                                             | 第二季／第三季第1集、最終回／特別篇／第四季／第五季／第六季／第七季             |

### 跨季演出者
| 角色                      | 演員                 | 敘述 | 香港配音                     | 登場季數                                                                                |
| 城之内舞                  | 藤井杏奈             | 城之內博美與岸田卓也的女兒。特別篇打後於英國留學，於第四季因母親緣故回歸，於第五季確認學成回歸。 | 何璐怡（TVB）                | 第一季第3集、第5集／第二季第3集、第5集、第8集／第三季第2集、第9集／特別篇／第四季第11集 |
| 雀野義人                  | 西澤仁太             | 神原名醫介紹所的麻醉科醫生。 | 周倚天→劉奕希（TVB）         | 第一季／第四季／第六季／第七季                                                          |
| 毒島隆之介 （） （68→70） | 伊東四朗             | （第一季）帝都醫科大學附屬醫院外科部長・教授（第1集）→ 帝都醫科大學附屬醫院外科統括部長・教授（第1集）→ 帝都醫科大學附屬醫院外科教授（第1集）→ 帝都醫科大學附屬第三分院 院長・教授（第1集－完結篇） （第二季）東帝大學醫院醫學顧問（完結篇） （第三季）退休（第1集） 前帝都醫科大學醫學院外科部長，教授。本來為總院的院長選舉人選卻因第三醫院院長病倒而接任。當初因為要爭取外科部長職位，向大門未知子的父親大門寬尋求金錢上的資助，大門寬不認同這種賄賂的行為，所以拒絕毒島隆之介的要求。之後大門寬開設診療所，懷恨在心的毒島隆之介，不但拒絕治療大門寬轉介的病人，還要求其他醫院，凡是大門名醫診療所轉介的病人一律拒收（例如第一季第6集的六坂元彦）。大門名醫診療所最終會倒閉，毒島隆之介也是始作俑者。第7集中為了提拔自己屬意的人選不擇手段，第二外科所有醫生們這時才看清真相，真正的惡魔是院長毒島隆之介，而不是大門未知子。是蛭間重勝的前輩。 | 譚漢華（外判） 譚炳文（TVB） | 第一季／第二季完結篇／第三季第1集                                                       |
| 鳥井高（48→53）           | 段田安則             | 第一季為第二外科部長教授。原本有望接上院長寶座卻因前院長病倒而破滅。第6集中在健檢中發現自己得了與六坂元彦一樣的癌症，但為了即將到來的學會論文發表而刻意隱瞞。完結篇時，在出發前往巴黎的路上昏倒，並由大門未知子擔任手術主刀醫生。 第五季為東帝大學醫院外科副部長。大病一場過後，性格有了改變，對於醫治病人表現出熱誠及執著，但失去了勇氣來反對蛭間重勝的命令。 | 劉文光（外判） 招世亮（TVB） | 第一季／第五季                                                                          |
| 森本光（30→35）           | 田中圭               | 第一季為第二外科助手。新手外科醫生。多處理雜務，實際相當於第三助手，老家是經營地方綜合醫院。雖然不知道大門未知子的來歷，但對她的專業知識及醫術相當佩服。一開始有點小誤會，最終皆冰釋前嫌，似乎亦成為她的忠實追隨者。第二外科解散後，被轉調至千葉的研究中心，最後決定不赴任，也不繼承老家的醫院，而是選擇出國深造精進醫術，期望自己能成為與大門未知子一樣的外科醫生。 第五季透示國外深造失敗，回歸本土的小醫院工作時遇上大門未知子進行緊急手術，後來被志村拉攏成為東帝大學醫院外科醫生，與原守混熟。 第七季透示回到老家醫院工作，因緣際會成為了與其性格完全相反的網絡紅人。在久違擔任主刀的過程中意會到自己還是喜歡醫生本業，打算日後逐漸淡出網絡界。 | 黎景全（外判） 關令翹（TVB） | 第一季／第五季／第七季第7集                                                             |
| 久保茂                    | 龍雷太               | 第一季為帝都醫科大學第三醫院前院長。在病人一之瀬的手術中發生腦梗塞而後因病辭去院長職位。 在第四季調任東帝大學醫院，因為醫院排名下跌受壓而請辭。久保東子的哥哥。 | 譚炳文（TVB）                | 第一季第1集／第四季第1集                                                                |
| 蜂谷宗造（69）            | 古谷一行（特別演出） | 東帝大學醫院院長。對西京大學醫院有不尋常的敵對心態，目標是成為國立高度醫療中心的下任總長。 | 招世亮（TVB）                | 第二季最終回／第三季第1集                                                               |
| 蛭間華子                  | 藤真利子             | 東帝大學醫院院長蛭間重勝的妻子。丈夫蛭間重勝任職帝都大學附屬醫院時，統領帝都大學醫院教授婦人會「白薔薇會」，蛭間重勝轉任東帝大學醫院院長後，成為東帝婦人會的會長。另外，是二宮不動產社長二宮欽也的親戚。及後蛭間數次轉職時顯示其地位似乎沒有特別大的波動，總有辦法替丈夫找到奪回地位的方法。似乎亦操著蛭間家的財政大權。 - 第七季第9集在丈夫醉心權鬥而不知情下，患上感染範圍頗大的癌症，要求大門和蜂須賀秘密為其安排手術，而這亦成為她及後阻止蛭間在奪回大權時泥足深陷的關鍵。最後一度對不關心自己康復的丈夫心淡，提出離婚，但聽到對方替自己繳付巨額手術費的肺腑之言時為之感動，決定留守下來，甚至為了繳付自己和蜂須賀的手術費，決定賣出蛭間重勝的住處、位於輕井澤的別墅和自己手上的戒指。 | 沈小蘭→袁淑珍（TVB）         | 第二季／第四季第9集／第五季第1、7集／第六季第3、5集、第七季                             |
| 三原雅惠（73）            | 岩下志麻（特別演出） | 「日本護士聯合會」會長（第三季）→「日本護士聯合會」榮譽會長（第六季） 過去曾與「日本醫師協會」抗衡，讓護士地位攀升，獲譽為「傳說中的護士」，為日本全國150萬護士的精神領袖，資歷深至蛭間重勝尚為實習醫生時已是其前輩。其崇高地位讓其在當今醫界也獲稱為「平成春日局」、「令和的春日局」。第六季時受蛭間重勝邀請至東帝大學醫院演講，惟無疾而終，後被診斷出罹患啞鈴型神經鞘瘤，卻始終拒絕動手術。 | 沈小蘭（TVB）                | 第三季第3集、第六季第5集                                                                |
| 黃川田高之（55）          | 生瀨勝久             | 「黑須醫療中心」内科部長（特別篇） → 東帝大學醫院内科部長（第四季） 以威嚴的態度支配著部下形成「遵命」軍團，曾在美國最先端癌症治療中心留學過，認為外科手術是蠻橫的治療方式，21世紀應該是醫藥治療的時代。 | 陳廷軒（TVB）                | 特別篇／第四季                                                                          |
| 大間正子（24→26）         | 今田美櫻             | 東帝大學醫院的護理師。從青森來到東京，對工作很熱心的人。第六季時與日本政府最近推行的「工作方法改革」背道而馳，在醫院連續地加班和上夜班以至於引起了護理長的注意。為了給住在青森的父母寄錢，她甚至還在其他醫院做夜班的兼職。後來獲點讚有進步後，決定專注本業發展。最終與多古開始交往。第七季時默默歸位，一度被興梠嫁禍出錯，直至大門和派遣護士一同拆局才得以解決。 | 成瑤孆（TVB）                | 第六季／第七季                                                                          |
| 白木淳子（55）            | 高畑淳子             | 國立高度醫療中心護士長。每回皆以專心一意的態度完成護士的工作。對自己護士的工作感到驕傲，不管對自己或對他人都相當嚴格。其所帶領的護理部被稱為「大奧」，是連總長也不敢輕易得罪的部門。對於天堂義人似乎帶有點思慕之情。私底下是位麻將常勝軍。 第七季再度登場，據本人透露已退休並在護士酒吧工作。 | 袁淑珍 (TVB)                 | 第三季全劇、第七季第8集                                                                 |

### 第一季

#### 帝都醫科大學附屬第三醫院
註：實際外景地點為芝浦工業大學（外觀）及茅崎市立醫院（內部）
| 角色           | 演員     | 敘述 | 配音             | 登場集數   |
| 白木透（35）   | 小松和重 | 放射線科醫生，看了大門未知子的手術後，從網路中調查有關「Doctor X」的秘密。發現她的手術方式曾在古巴出現過，故試探她是否就是傳說中的「Doctor X」。 |                  | 第一季全劇 |
| 奧村藍（25）   | 林丹丹   | 鳥井高外科部長私人秘書兼情婦。對未知子本人及她的名牌包包（似乎還比她的包包貴）相當嫉妒。完結篇時辭去外科部長秘書職務，轉任麻醉科部長秘書。       | 粵語配音：程文意 | 第一季全劇 |
| 寺山金子（52） | 室井滋   | 事務長。因三名外科醫生突然辭職，將大門未知子找來遞補空缺。                                                                                       | 粵語配音：陳安瑩 | 第一季全劇 |
| 半田正（40）   | 政岡泰志 | 事務次長，寺山金子的忠實部下。 |                  | 第一季全劇 |
| 千葉園子（42） | 紫吹淳   | 護理長。 |                  | 第一季全劇 |
| 小池理惠（26） | 山本美月 | 手術房新手護士，負責傳遞器械、外圍協助。 |                  | 第一季全劇 |
| 加藤實夏       | 米澤瑠美 | 手術房、外科病房新手護士。 |                  | 第一季全劇 |
| 關野智子       | 松之井綾 | 手術房、外科病房新手護士。 |                  | 第一季全劇 |
| 高瀬洋美       | 古川泉   | 手術房、外科病房新手護士。 |                  | 第一季全劇 |

#### 神原名醫介紹所
| 角色     | 演員       | 敘述                                                           | 配音 | 登場集數   |
| 新發田悠 | 松田賢二   | 醫師介紹所的外科醫生，神原晶的麻將牌友。過去曾待過醫院的醫局。 |      | 第一季全劇 |
| 目白健吾 | 井之上隆志 | 醫師介紹所的外科醫生，神原晶的麻將牌友。過去曾待過醫院的醫局。 |      | 第一季全劇 |

#### 第一季客串角色
| 角色             | 演員                   | 敘述 | 配音             | 登場集數        |
| 一之瀨次郎（60） | 不破萬作               | 因膽結石入院接受手術的一之瀨乳膠工廠社長，因長期接觸乳膠因此對乳膠過敏。在手術期間，一之瀨次郎全身突然發生過敏反應，一度休克（因醫院使用的手套含有乳膠，更換手套後才解除危機）。對於院長久保茂的主刀表達感謝。實際上是由大門未知子完成手術。 |                  | 第1集           |
| 一之瀨奈美子     | 山口美也子             | 一之瀨次郎之妻。 |                  | 第1集           |
| 二階堂登（50）   | 半海一晃               | 二階堂出版社社長。特別室的VIP患者。因國會議員的介紹而來到醫院進行治療。本來由鳥井高來主刀，後因鳥井高的能力不足而由未知子完成。 |                  | 第2集           |
| 安田悟           | 新井康弘               | 胰臟癌的患者。 |                  | 第2集           |
| 安田昌代         | 木村綠子               | 安田悟之妻。 |                  | 第2集           |
| 花山三惠         | 平岩紙                 | 人氣美人料理研究家。入院接受食道癌及壓迫到味覺的良性腫瘤切除手術。 | 粵語配音：程文意 | 第3集           |
| 本多忠           | 中丸新將               | 花山的顧問律師。 |                  | 第3集           |
| 四谷篤（45）     | 鶴見辰吾               | 外資基金經理人，加地秀樹的高中同學。 |                  | 第4集           |
| 吉永麻理子       | 赤江珠緒               | 「實錄！超級醫生」節目的工作人員，訪問加地秀樹並稱他為「腹腔鏡魔術師」。 | 粵語配音：羅婉楓 | 第4集           |
| 五木田早紀       | 二宮星                 | 早紀與祖母到澡堂沐浴，不小心跌倒，康復之後又因為疼痛而住院。每天痛的部位都不同，從大腿、腹部一直到胸部都有。經過大門未知子詳細的X光檢查，才發現早紀的血管中有一個小碎片。地磚的碎片從傷口進入血管中，在血管中流動，尖銳部分一刺到血管，五木田早紀就會覺得疼痛。最後經手術才取出碎片。 |                  | 第5集           |
| 岸田卓也         | 福士誠治               | 帝都醫科大學第三醫院小兒科準教授。五木田早紀的主治醫師。城之内博美的前夫。城之內舞的父親。對於自己只顧著準備醫學論文、沒有確實檢查出五木田早紀疼痛的原因、也沒有撥出時間陪伴女兒感到懊悔及愧疚。 |                  | 第5集           |
| 相馬圭一郎       | 石丸謙二郎             | 帝都醫科大學第三醫院小兒科部長兼教授。 |                  | 第5集           |
| 六坂元彥（62）   | 六平直政               | 豆腐店老闆。10年前，在大門未知子父親大門寛開設的「大門名醫診療所」診斷出罹患肝癌，轉介到帝都醫科大學附屬醫院接受治療，但當時的外科主治醫師毒島隆之介拒收，無可奈何之下，只能由大門未知子父親來執行手術，才保住六坂元彥的性命。最近再度復發，經診斷為肝門部膽管癌，因為沒有醫院為他做手術，延誤治療時機，住進帝都醫科大學第三醫院時，病情已經惡化，最後在手術前一晚往生。大門未知子對於自己無法拯救病人的性命感到相當懊悔。 |                  | 第6集           |
| 鳥井七七子       | 岸本加世子（友情演出） | 鳥井高教授的妻子。當年因盲腸炎住院，由鳥井高負責開刀，因手術技術不佳，鳥井高為了負起責任而娶鳥井七七子為妻。 |                  | 第7集           |
| 土方幾也（38）   | 山本耕史               | 帝都醫科大學第三醫院第二外科部長代理教授，大門未知子的大學同學。與毒島隆之介院長密謀，將鳥井高親自簽署、由大門未知子主刀的手術同意書藏起來，另外準備由鳥井七七子代簽、由土方幾也主刀的手術同意書，欲獨攬一切功勞得到外科部長的職缺，還藉機將大門未知子開除。 |                  | 第7集           |
| 八木了           | 津田寬治               | 受勅使河原毅收買而虛構不法情事的八卦雜誌記者，抹黑帝都醫大第三醫院第二外科與大門未知子，目的是徹底破壞毒島隆之介與第三分院第二外科的名聲，進而斷絕毒島隆之介與其競爭總院院長。在帝都醫大第三醫院大廳中，對大門未知子進行冷嘲熱諷的質問中，卻因胃腫瘍病變而大量出血，吐血之後倒地不起。經由大門未知子主刀、第二外科全體同仁合力協助下獲救。 |                  | 第8集（最終回） |
| 勅使河原毅       | 小林稔侍（特別演出）   | 帝都醫科大學醫院（總院）外科主任教授，欲達目的不擇手段。為讓毒島隆之介完全退出總院院長競爭行列收買八卦雜誌記者八木了，惡意杜撰大門未知子的不法情事，即使公開院內政治黑幕，導致帝都醫大的名聲一落千丈亦在所不惜。雖然成功讓總院開除毒島隆之介，不料卻在最後被毒島隆之介舉報，在院長競爭中被除名。玉石俱焚下找毒島隆之介興師問罪又被毒島隆之介訕笑，與毒島隆之介之間的長年宿怨一觸迸發。兩個老人在當日帝都醫大第三醫院廣場用拐杖和公事包，在所有人面前大打出手，成為最荒謬且無厘頭的最大笑話，創下帝都醫大有史以來，最破天荒、空前絕後，供人茶餘飯後的院外趣聞。 | 粵語配音：陸頌愚 | 第8集（最終回） |

### 第二季

#### 帝都醫科大學附屬醫院本院
| 角色                  | 演員              | 敘述 | 配音             | 登場集數   |
| 近藤忍（38）          | 藤木直人          | 帝都醫科大學附屬醫院第二外科講師 → 帝都醫科大學附屬醫院第二外科教授（第7集） 優秀的帥哥外科醫師，有內科統括部長在背後支持，表面上對於權力不在意，私底下對權力位階有企圖心，藉由抄襲大門未知子的想法，發表活體交換腎小腸手術，獲得蛭間統括部長的親睞，來升等教授。 | 粵語配音：蘇強文 | 第二季全劇 |
| 馬淵一代（58）        | 三田佳子          | 內科統括部長。醫院高層裡唯一的女性，獲傳為是下任院長的熱門人選，與蛭間重勝有著不為人知的過去。本身為第1集的病患，指定大門未知子擔任大腿骨肉瘤切除手術的主治醫師。最後移民巴黎。 | 粵語配音：袁淑珍 | 第二季全劇 |
| 鷹野七起（55）        | 浅野和之          | 帝都醫科大學附屬醫院主任教授（第1集）→ 帝都醫科大學附屬金澤分院外科部長、教授（第1集）→ 帝都醫科大學附屬醫院第二外科教授（第7集） 東帝大學醫學院出身。對於自己為醫院增加患者數的經營改善相當自滿。但是，在蛭間重勝主持的教授會議中，針對主任教授選舉提出異議，而被異動前往金澤第18分院。之後被與蛭間重勝敵對的馬淵一代延攬，出馬角逐主任教授選舉。在為特別病患淺井久惠執刀的過程中，因突然腸閉塞病倒，由大門未知子緊急開刀救回一命。是勅使河原前主任教授的後任教授。 | 粵語配音：盧國權 | 1、7~9集   |
| 龜山久（40）          | 豬野學            | 第二外科準教授。口頭禪為「遵命」（御意）。 | 粵語配音：麥皓豐 | 第二季全劇 |
| 鶴田匠（38）          | 野間口徹          | 第二外科助教。口頭禪為「遵命」（御意）。 | 粵語配音：劉昭文 | 第二季全劇 |
| 鮎川司（25）          | 滿島真之介        | 第二外科實習醫生。 | 粵語配音：曹啟謙 | 第二季全劇 |
| 田中龍也              | 清水一希          | 第二外科實習醫生。 | 粵語配音：李震權 | 第二季全劇 |
| 班漢·帕洪朋帕由哈塞納 | Leon Shibli Ahmad | 第二外科實習醫生。 |                  | 第二季全劇 |
| 板井茂                | 山元隆弘          | 第二外科男性護理師。 |                  | 第二季全劇 |
| 烏丸金男（60）        | 笹野高史          | 事務長。以削減經費為方針，且不允許大門未知子拿額外報酬。 | 粵語配音：黃子敬 | 第二季全劇 |
| 鵜澤信（40）          | 六角慎司          | 事務長助理。 | 粵語配音：馮錦堂 | 第二季全劇 |
| 照井珠緒（31）        | 笛木優子          | 蛭間重勝的秘書，同樣也是蛭間重勝的情婦。 | 粵語配音：梁少霞 | 第二季全劇 |
| 橋本理沙（24）        | 水澤惠麗奈        | 護士。總是笑臉迎人的人氣護士，與近藤忍似乎有某種關係。 | 粵語配音：黃昕瑜 | 第二季全劇 |
| 星野明                | 有川加南子        | 第二外科護理師。 |                  | 第二季全劇 |
| 邊見隆子              | 淺田光            | 第二外科護理師。 |                  | 第二季全劇 |

#### 神原名醫介紹所
| 角色       | 演員     | 敘述                                       | 配音 | 登場集數   |
| 東村純一郎 | 信太昌之 | 醫師介紹所的外科醫生，神原晶的麻將牌友。   |      | 第二季全劇 |
| 川北比呂志 | 鬼頭真也 | 醫師介紹所的婦產科醫生，神原晶的麻將牌友。 |      | 第二季全劇 |

#### 第二季客串角色
| 角色       | 演員       | 敘述 | 配音             | 登場集數                             |
| 森下       | 遠山俊也   | 北海道的獸醫。 | 粵語配音：馮志輝 | 第1集                                |
| 水野義雄   | 遠山俊也   | 帝都醫學大學附屬醫院本院整形外科部長、教授。 | 粵語配音：馮志輝 | 第1集                                |
| 二宮欽也   | 寺田農     | 大型不動產公司二宮不動產社長。與蛭間重勝有親戚關係，時常給蛭間重勝金錢支援。幾個月前上行結腸癌的手術後癌症復發而回到醫院，而蛭間重勝為了不想得罪其金主，表示並非復發，而是得了另一個癌症。 | 粵語配音：招世亮 | 第2集                                |
| 三村寅子   | 山本未來   | 帝都醫科大學醫院總院第二内科教授夫人暨聯誼會成員，與蟹江三香所屬的外科教授夫人聯誼會水火不容。2年前因患有慢性腎不全而偷偷在別間醫院進行透析，但病情惡化，剛好蟹江三香（兩人是6等親，彼此是遠房表姐妹關係）也要一同手術，因而給兩人進行首例活體腎小腸移植手術。                                          | 粵語配音：陸惠玲 | 第3集                                |
| 蟹江三香   | 明星真由美 | 帝都醫科大學醫院總院第一外科教授夫人。1年前將壞死的小腸取出後而得到短腸症候群因而煩惱，且QOL（生活品質）未見改善，因此接受移植手術。 | 粵語配音：黃瑩瑩 | 第3集                                |
| 四條留美子 | 釋由美子   | 銀座高級酒店「中園」的媽媽桑，與政經界關係匪淺，而有稱作「女帝」。入院檢查時發現自己得了胰臟癌及靜脈瘤，已經到了無法以外科手術切除的第4期。為此她脅迫蛭間重勝，若不幫她治療，就要公布紀錄蛭間重勝一切惡行的「黑色筆記本」全部內容。                                                                     | 粵語配音：劉惠雲 | 第4集                                |
| 蛭間裕華子 | 藤岡沙也香 | 蛭間重勝及蛭間華子的女兒。因惡性黑色素瘤而被緊急送醫。 | 粵語配音：成瑤孆 | 第4集、第6集、第8集、第9集（最終回） |
| 日下部光彥 | 別所哲也   | 麻州國際醫科大學教授。與海老名敬同期的前帝都醫科大學附屬醫院的醫局員。與大門未知子一樣常把「不會失敗」當成口頭禪。擅長魔術。 | 粵語配音：陳欣   | 第5集                                |
| 五味一郎   | 大河內浩   | 食道癌第3期患者，在接受日下部光彥的手術後因縫合不全而惡化。 | 粵語配音：盧國權 | 第5集                                |
| 五味香織   | 小芝風花   | 五味一郎的女兒。 | 粵語配音：何璐怡 | 第5集                                |
| 近藤六助   | 泉谷茂     | 近藤忍的父親。性格與堅強的兒子完全不同，被近藤忍視為壞榜樣。幾周前從樓梯上摔落而傷到脾臟，但是在一開始的診察時並沒被看出來。 | 粵語配音：馮志輝 | 第6集                                |
| 淺井久惠   | 白川由美   | 胰腺癌末期患者。兒子淺井政長在厚生勞動省擔任醫政局長，對於「100%不會失敗」的醫生感到不可置信。 | 粵語配音：林丹鳳 | 第7集                                |
| 竹本八作   | 小林健一   | 漁夫，在南高松漁港與其他漁夫喝酒時因發生胃穿孔而倒地就醫，剛好遇上路過的大門未知子，緊急送往高松分院急救。 | 粵語配音：陳卓智 | 第8集、第9集（最終回）               |
| 村田九留美 | 本田望結   | 大門未知子在高松第24分院認識的女孩，患有惡性筋繊維芽細胞腫瘤，原在總院就醫，因被鷹野七起認定無法醫治，雙親因而希望她能夠在故鄉度過餘生，而將她轉到高松的分院。夢想是能跟父親一樣成為漁夫。第9集（最終回）經安排轉回總院，最終接受大門未知子（近藤忍和鷹野七起中途加入協助）執刀，進行長達15小時的手術。 | 粵語配音：何璐怡 | 第8集、第9集（最終回）               |
| 村田光代   | 奧貫薰     | 村田九留美的母親。 | 粵語配音：陸惠玲 | 第8集、第9集（最終回）               |

### 第三季

#### 國立高度醫療中心
國立高度醫療中心，是向世界展示日本最高醫療技術、確立強國威信的「日本醫學界最頂尖的特定機能醫院」。
| 角色               | 演員                        | 敘述 | 配音             | 登場集數   |
| 天堂義人（68）     | 北大路欣也                  | 國立高度醫療中心理事、新總長。本身亦為外科醫師。在前總長黑部徹也因官商勾結落馬後，廢止東棟與西棟的外科診療部門，並將其統合為一個部門，在醫療中心內進行大幅度的改革。但本人同時延攬大門未知子加入，其背後目的與野心無人可知。 實質利用大門未知子帶來的功績，使自己能夠成立「日本醫療產業機構」，認為此舉比前線工作更為重要。本以為其達成以高科技協助大量病人的願景之時，卻被官房長官用政治手腕解除他的理事長職務。這才醒覺自己一直所做的不及拯救眼前病人，因此黯然去職。 因為管理上沒有真正作過壞事，所以離開時仍受全院醫生所敬重。 | 粵語配音：張炳強 | 第三季全劇 |
| 富士川清志郎（50） | 古田新太                    | 於第七集登場，國立高度醫療中心戰略統合外科的外科部長。屬於西京大學派。在西京大學醫院時擔任統合外科部長，其大量的論文著述，為其謀得「天神眷顧」的世界級高評價美名。未知子指其手術技術參差。喜歡爭名奪利，是個喜歡大場面，相當招搖的人。 | 粵語配音：林國雄 | 7~11集     |
| 談合坂昇（58）     | 伊武雅刀                    | 國立高度醫療中心前西棟外科部長、戰略統合外科的外科部長。屬於西京大學派，跟海老名敬一樣，都是典型「欺下怕上」的人物。在決定戰略統合外科部長的爭奪戰中，將海老名敬視為勁敵，且為了打敗海老名敬，甚至置患者性命於不顧，最後迫不得已辭職。 | 粵語配音：盧國權 | 1~5集      |
| 雙葉健兒（45）     | 槙田雄司                    | 國立高度醫療中心前西棟外科副部長、戰略統合外科副部長，西京大學派。手術本領高超，但氣勢軟弱。腰包中總是放著可以讓心神安定的用品。藉著手術支援的機器人為物理學家風間彰二執刀，但因犯了致命的失誤而被迫辭職。 | 粵語配音：蕭徽勇 | 1~2集      |
| 阿智祥三（42）     | 木下隆行（搞笑團體「TKO」） | 國立高度醫療中心西棟的外科主任醫師，西京大學派。 | 粵語配音：劉昭文 | 第三季全劇 |
| 足柄信太郎（39）   | 高橋和也                    | 國立高度醫療中心前東棟外科主任醫師，戰略統合外科主任醫師，東帝大學派。獲稱為「Mr. Clean」的愛妻家，在護士中相當有人氣。與「日本護士聯合會」會長三原雅惠的孫女三原奈奈子發生婚外情，進而影響到三原奈奈子手術的進行，在手術過程中放棄開刀，不得已被迫辭職。 | 粵語配音：潘文柏 | 1~3集      |
| 黑部徹也           | 中尾彬                      | 國立高度醫療中心總長。鼓動東西兩派的對立，中飽私囊。與企業相互勾結。 | 粵語配音：黃子敬 | 第1集      |
| 關原朋子（26）     | 内藤理沙                    | 國立高度醫療中心戰略統合外科部長秘書，院內的情報通，以竊聽的方式得知道東西派醫師的所有秘密。 | 粵語配音：林芷筠 | 第三季全劇 |
| 井川真澄（29）     | 庄野崎謙                    | 國立高度醫療中心理事天堂義人的秘書，對天堂義人相當忠誠，專注於收集院內的情報。與關原朋子之間有曖昧關係。 | 粵語配音：麥皓豐 | 第三季全劇 |
| 加藤峰司（51）     | 渡邊一惠                    | 國立高度醫療中心的事務局長，同時掌管金庫。是醫療中心總長的跟屁蟲，善於察言觀色，容易見風轉舵，喜歡虛張聲勢。 | 粵語配音：馮志輝 | 第三季全劇 |
| 橋口禮（25）       | 松島花                      | 國立高度醫療中心護士，有著優秀的技術且才色兼備，是看護部中最受歡迎的護士。 | 粵語配音：吳羨婷 | 第三季全劇 |
| 赤堀春義           | 高橋正臣                    | 國立高度醫療中心看護部的男性護理師。 |                  | 第三季全劇 |
| 中丸龍哉           | 錦織大輔                    | 國立高度醫療中心看護部的男性護理師。 |                  | 第三季全劇 |
| 原口悠基           | 嶺本晃一                    | 國立高度醫療中心看護部的男性護理師。 |                  | 第三季全劇 |
| 長谷川直樹         | 小出浩祐                    | 國立高度醫療中心看護部的男性護理師。 |                  | 第三季全劇 |
| 真部望             | 夏秋佳代子                  | 國立高度醫療中心看護部護理師。 |                  | 第三季全劇 |
| 廣瀨真弓           | 李千鶴                      | 國立高度醫療中心看護部護理師。 |                  | 第三季全劇 |
| 山賀美凪沙         | 棚橋唯                      | 國立高度醫療中心看護部護理師。 |                  | 第三季全劇 |
| 樂本晴夏           | 牧佳子                      | 國立高度醫療中心看護部護理師。 |                  | 第三季全劇 |
| 岩崎祐子           | 橫地尚子                    | 國立高度醫療中心看護部護理師。 |                  | 第三季全劇 |

#### 神原名醫介紹所
| 角色     | 演員     | 敘述             | 配音 | 登場集數   |
| 萬田光路 | 隈部洋平 | 神原的麻將牌友。 |      | 第三季全劇 |
| 筒井雅和 | 越村友一 | 神原的麻將牌友。 |      | 第三季全劇 |

#### 第三季客串角色
| 角色                      | 演員                          | 敘述 | 配音             | 登場集數                 |
| 毒島晴子                  | 大谷直子                      | 毒島隆之介的妻子。 | 粵語配音：蔡惠萍 | 第1集                    |
| 鮑伯·佛斯特（Bob Foster） | 羅密歐·湯瑪斯（Romeo Thomas） | 郵輪船員的兒子。 |                  | 第1集                    |
| 築地二郎                  | 武東冬樹                      | 大門未知子與神原晶光顧的壽司店老闆。 | 粵語配音：林國雄 | 第1、2集                 |
| 築地數也                  | 細川晴太                      | 築地二郎的兒子。東京數學奧林匹克銀牌得主。 | 粵語配音：陳琴雲 | 第2集                    |
| 風間彰二                  | 又吉直樹（搞笑團體「Piece」） | 「哈佛理工大學」教授。獲喻為「最接近諾貝爾獎的日本人」，是世界知名的物理學家。 | 粵語配音：陳欣   | 第2集                    |
| 三原奈奈子                | 森田彩華                      | 「日本護士聯合會」會長三原雅惠的孫女。 | 粵語配音：張頌欣 | 第3集                    |
| 四方宏                    | 松尾貴史                      | 舉國聞名的新聞記者。 | 粵語配音：陳廷軒 | 第4集                    |
| 阿爾貝特·沙巴羅蒂（Albelt Savarotti）      | 華特·羅勃茲（Walt Roberts）              | 意大利男高音。 |                  | 第4集                    |
| 飯山敬一郎                | 内田紳一郎                    | 談話性節目《激論報導》主持人。 | 粵語配音：胡家豪 | 第4集                    |
| 田中信五                  | 井上順                        | 因右上葉肺腺癌進入國立高度醫療中心普通病房住院的患者，主治醫師為談合坂昇。 曾數次從病房逃走，並將大門未知子當作綁架者。與大門未知子見面時稱自己從事蝦養殖工作，但其真正身份是有著比五十嵐裕久更大權力的前政客，連天堂義人都要尊稱其為「先生」。 | 粵語配音：黃子敬 | 第5集                    |
| 五十嵐裕久                | 吉滿寛人                      | 積極將日本式醫療輸出到國際的經產省大人物局長。因為結腸癌進入國立高度醫療中心特別病房住院。 | 粵語配音：招世亮 | 第5集                    |
| 六甲貴史                  | 金子昇                        | 疑似向中央官員賄賂，而遭到東京地方檢察廳特搜部調查的知名IT企業社長。城之內博美的高中同學。進入國立高度醫療中心住院檢查，發現不可能完全切除的惡性脑肿瘤。 | 粵語配音：陳卓智 | 第6集                    |
| 市川達也                  | 嶋田久作                      | 東京地方檢察廳特搜部檢察官。因為不能表明的理由，到國立高度醫療中心探望六甲貴史。 | 粵語配音：招世亮 | 第5、6集                 |
| 上原正和                  | 中脇樹人                      | 市川的檢察事務官。 | 粵語配音：潘文柏 | 第6集                    |
| 大泉武宏                  | 須永慶                        | 厚生勞動大臣。 | 粵語配音：陳永信 | 第6集                    |
| 琴塚七海                  | 銀粉蝶                        | 因罹患胃癌而進入國立高度醫療中心住院的患者。是連訪客也沒有的孤獨女性，看到同病房的吹田靜子被家人包圍，使之倍感到孤獨。也因為感到寂寞，而對主診醫生大門未知子投以乖僻的態度。 | 粵語配音：黃麗芳 | 第7集                    |
| 吹田靜子                  | 高林由紀子                    | 國立高度醫療中心的住院患者。主診醫生為富士川清志郎。跟琴塚七海一樣罹患胃癌，並在同一天進行手術。但是跟琴塚七海總是獨自一人不一樣的是，吹田靜子總是被家人包圍。即使住院，兒子、媳婦與孫子也頻繁拜訪，擁有幸福美滿的家庭。 | 粵語配音：陸惠玲 | 第7集                    |
| 八田千尋                  | 小林星蘭                      | 國立高度醫療中心的住院患者。8歲，因不明原因罹患肺静脈閉塞症。因為氣管被切開而無法出聲，所以由母親八田和美透過筆記進行筆談。主治醫師談合坂昇辭職後，由富士川清志郎接手，但他認為不可能完全痊癒，因此將病患轉給大門未知子。 |                  | 第8集                    |
| 八田邦夫                  | 石井一孝                      | 在國立高度醫療中心住院的少女八田千尋的父親。7年前離家後就此從人間蒸發。 | 粵語配音：潘文柏 | 第8集                    |
| 八田和美                  | 堀內敬子                      | 在國立高度醫療中心住院的少女八田千尋的母親。 | 粵語配音：蔡惠萍 | 第8集                    |
| 九重真耶                  | 菜菜緒                        | 即將前往巴黎時裝周演出的超級模特兒。因為脊椎腫瘤復發，進入國立高度醫療中心住院。有著高度敬業精神，因此希望能夠提早兩個星期出院。不明原因指定非專門領域的加地秀樹為執刀醫生，背後似乎有著不為人知的秘密。 | 粵語配音：詹健兒 | 第9集                    |
| 十勝喜子（55）            | 翁倩玉                        | 國會議員。傳聞中可能成為下任厚生勞動省大臣的人物。因為長年疏於注意，罹患嚴重的心肌梗塞與重度肝細胞癌。每一間醫院都診斷為不可能進行手術，因為這個世界首例的手術而進入國立高度醫療中心住院。經過大門未知子手術後救回一命，並成為厚生勞動省大臣。 其後表面上為了報恩而與天堂義人聯手，實現其創立「日本醫療產業機構」的理想。實際上是利用機構奪取更多政治實權，趕走天堂義人，成為下一任理事長。 | 粵語配音：沈小蘭 | 第10集、第11集（最終回） |
| 羽生稔                    | 中原丈雄                      | 內閣官房長官。 | 粵語配音：譚炳文 | 第11集（最終回）         |

### 特別篇

#### 黑須醫療中心
| 角色       | 演員     | 敘述 | 配音             | 登場集數 |
| 黑須貫太郎 | 北野武   | 「黑須醫療中心」的院長。原本為外科醫師，之後轉任内科醫師。轉變是源於其患上對應手術難度過高的病症，繼而認定只有研發藥物才是醫學的未來，不過多年來還是有精進外科的技術。很懂得利用身邊人，總是與女伴深情熱吻。 | 粵語配音：招世亮 | 特別篇   |
| 青柳忠志   | 橋爪功   | 「黑須醫療中心」事務局長。 | 粵語配音：譚炳文 | 特別篇   |
| 桃井富世   | 鹿沼憂妃 | 「黑須醫療中心」事務局秘書。 | 粵語配音：陳皓宜 | 特別篇   |
| 綠川       | 佐伯新   | 「黑須醫療中心」內科醫師。 | 粵語配音：蕭徽勇 | 特別篇   |
| 茶木       | 兒玉貴志 | 「黑須醫療中心」內科醫師。 |                  | 特別篇   |
| 水澤       | 吉成浩一 | 「黑須醫療中心」內科醫師。 |                  | 特別篇   |

#### 特別篇客串角色
| 角色             | 演員                       | 敘述 | 配音             | 登場集數 |
| 一之瀨愛子       | 岸本加世子                 | 眾議院議員。 | 粵語配音：蔡惠萍 | 特別篇   |
| 冰室光二郎（27） | 伊野尾慧（Hey! Say! JUMP） | 花式溜冰金牌得主。慢性血栓栓塞性肺動脈高壓症（Chronic Thromboembolic Pulmonary Hypertension，CTEPH）的患者。起初對大門的手術表現有信心，後來在其不能動手術後無奈接受內科治療，但過程並不順利。在那刻仍堅持要下場練習花式溜冰，以堅持的心感動眾人全力救助。 | 粵語配音：鍾見麟 | 特別篇   |
| 赤木源           | 青木崇高                   | 金澤當地的獵人，育有一子。石川縣輪島市傳統技藝「御陣乘太鼓」活動的比賽選手。是全系列中少有與大門有感情線著墨的角色。 | 粵語配音：劉昭文 | 特別篇   |
| 赤木草太         | 高村佳偉人                 | 赤木源的兒子。 | 粵語配音：成瑤孆 | 特別篇   |
| 金澤春美         | 橋本愛實                   | 壽司店老闆娘，劇情暗示黑須從其得知神原與大門的所有行蹤。 |                  | 特別篇   |
| 老爹             | 國本鍾建                   | 經營攤販的老爹。 |                  | 特別篇   |
| 金次             | 山崎秀樹                   | 金澤當地的漁夫。 |                  | 特別篇   |
| 大廚             | 石住昭彦                   | 壽司店「小春」的大廚。 |                  | 特別篇   |

### 第四季

#### 王超國際診所
| 角色           | 演員     | 敘述 | 配音             | 登場集數   |
| 久保東子（65） | 泉平子   | 東帝大學醫院婦產科部長 → 東帝大學醫院副院長（第1集） → 王超國際診所院長（最終回） 久保茂的妹妹。曾為首任婦產科的女性部長而聲名大噪，在10年前的派系鬥爭中輸給蛭間重勝，和蛭間重勝是敵對關係。於美國初遇大門並見識其臨場表現，故招攬她進入東帝大學醫院。醫學和管理方面雖然較有實力，但也會為打敗蛭間重勝而利用病人，亦會要求旗下醫生絕對服從命令，因此大門並非每次都願意跟其合作。非常著重清潔，對餃子素有研究。 在最終回與南幾子合作，立下為候任總統夫人分娩的功績後跳槽至王超國際診所，令蛭間重勝需要負上人才流失的全責。私底下似乎跟大門保持友好。 | 粵語配音：雷碧娜 | 第四季全劇 |
| 北野亨（42）   | 瀧藤賢一 | 東帝大學醫院外科醫師→王超國際診所外科醫師（最終回） 從紐約獲邀請回國的「超級醫生」。東帝大學生時代時的醫術不佳而被教授冷落，而後飛往美國精進技術然後榮耀返國，對很多醫師表現不屑。肯定大門未知子的技術，但不喜歡對方事事插手。與原守是同期實習的醫生，但不稀罕跟他交流。不喜歡被任何人操縱，包括起初合作的久保東子，所以對在中國仍要服從她感到難受。自身實力普通而已，需要依靠高科技來完成手術，被大門批評動作不夠俐落。 | 粵語配音：陳欣   | 第四季全劇 |
| 南幾子（48）   | 草刈民代 | 東帝大學醫院宣傳部長。為了挽回東帝大學醫院的名聲，蛭間重勝特別延攬來的宣傳部長，傳聞她擔任過的醫院名聲都會暴漲。起初敵視不合作的大門未知子，後來認定蛭間重勝表現更差，暗地裡籌劃與一眾醫生集體跳槽至王超國際診所。 | 粵語配音：沈小蘭 | 第四季全劇 |
| 王超           | 矢野浩二 | 十希子的丈夫。突然在日本大量購入不動產的中國財閥。據聞將在中國上海開設大醫院，並企圖高薪挖角東帝大學醫院的醫生。 |                  | 第10~11集  |
| 萬田康介       | 瀧川英次 | 東帝大學醫院綜合外科醫務人員→ 王超國際診所外科醫師（最終回）。綜合外科部長西園寺猛司的部下。 |                  | 第四季全劇 |
| 中間大喜       | 寺井文孝 | 東帝大學醫院綜合外科醫務人員→ 王超國際診所外科醫師（最終回）。 |                  | 第四季全劇 |
| 青島太郎       | 澤井正棋 | 東帝大學醫院綜合外科醫務人員→ 王超國際診所外科醫師（最終回）。 |                  | 第四季全劇 |

#### 東帝大學醫院
| 角色             | 演員       | 敘述                                                               | 配音             | 登場集數   |
| 赤井富夫（44）   | 長谷川朝晴 | 東帝大學醫院綜合內科醫局員。綜合內科部長黄川田高之的跟班。         | 粵語配音：蕭徽勇 | 第四季全劇 |
| 西園寺猛司（57） | 吉田鋼太郎 | 東帝大學醫院外科部長。四處留情，對展現醫術時的大門未知子也有興趣。 | 粵語配音：張炳強 | 第四季全劇 |
| 白水果（26）     | 田中道子   | 東帝大學醫院院長蛭間重勝的秘書。才色兼備的女性。                   | 粵語配音：吳羨婷 | 第四季全劇 |
| 十條櫻           | 佐藤美希   | 東帝大醫院看護部護理師。                                           |                  | 第四季全劇 |
| 赤羽葵           | 南里穗     | 東帝大醫院看護部護理師。                                           |                  | 第四季全劇 |
| 板橋帆乃香       | 筒井萌子   | 東帝大醫院看護部護理師。                                           |                  | 第四季全劇 |

#### 第四季客串角色
| 角色                              | 演員            | 敘述 | 配音             | 登場集數                 |
| 一木淳                            | 渡邊大知        | IT公司社長，罹患難以摘除的脊索瘤，準備於東帝大學醫院進行手術。 | 粵語配音：鍾見麟 | 第1集                    |
| 三廚清修                          | 板垣雄亮        | 東帝大學理事長。前院長久保茂辭職後，提拔當時為副院長的蛭間重勝為第12任院長，並網羅世界級外科權威北野亨。完結篇時因外科與内科醫局人員全被上海富豪王超高薪挖角，要求院長蛭間重勝負起全部責任，將他調至知床分院。                                                   | 粵語配音：劉昭文 | 第1集、第11集（最終回）  |
| 二岡日出夫                        | 山本圭          | 山梨縣難田郡虹川村虹川村村長。虹川村是幸福排行度全國市町村的第一名，但同時也是日本最貧窮的村。總是展現出任性的一面，但其實是相當受人尊敬的男性。甘於清貧的為村民工作。被診斷出罹患多發性大腸癌，卻拒絕動手術。                                                   | 粵語配音：盧國權 | 第2集                    |
| 二岡千代子                        | 星由里子        | 二岡日出夫的妻子。言談溫和、身段柔軟，但在關鍵時刻卻總能一語中的。真心愛著自己的丈夫，也因此相當擔心丈夫的多發性大腸癌病情，無論如何都要讓他接受手術。 | 粵語配音：蔡惠萍 | 第2集                    |
| 金本洋二                          | 西岡德馬        | 有錢有勢的國會議員。進入東帝大學醫院進行極機密檢查住院後，其有關政治獻金的醜聞隨即被揭露。原本只是為了躲避媒體而假裝住院，卻在檢查中診斷出重度大腸癌，受到相當大的打擊。                                                                                         | 粵語配音：招世亮 | 第2集                    |
| 大崎                              | 大高洋夫        | 山梨縣難田郡虹川村副村長。 | 粵語配音：馮志輝 | 第2集                    |
| 須山三佐江                        | 松下由樹        | 東帝大學醫院西園寺猛司外科部長的前情婦。西園寺猛司幫她開過胃潰瘍的手術，之後發生了婚外情。20年後，須山在東帝大學醫院接受健康檢查，意外發現了當年西園寺猛司犯下的醫療疏失。                                                                                       | 粵語配音：陸惠玲 | 第3集                    |
| 四葉美麗                          | 高岡早紀        | 美人姊妹組合「四葉姐妹」的姐姐。對與美貌與身材比例有很強的專業意識。不管對他人還是對自我都很嚴格。因此也相當關注妹妹減重治療這件事。 | 粵語配音：梁少霞 | 第4集                    |
| 四葉美音                          | 小林樹奈子      | 美人姊妹組合「四葉姐妹」的妹妹。過去身材比較豐滿，憧憬姐姐的好身材，但也為了減重造成精神狀況不穩定。 | 粵語配音：陸惠玲 | 第4集                    |
| 五島哲夫                          | 土屋佑壹        | 胰腺癌患者。父代母職撫養獨子五島翔太。為了五島翔太付出一切，不管如何都要趕快痊癒。為了接受東帝大學醫院抗癌劑與免疫療法併行的新式外科手術，而從靜岡分院轉院過來治療。                                                                                             | 粵語配音：雷霆   | 第5集                    |
| 五島翔太                          | 橫山步          | 五島哲夫的兒子。從小沒有母親，所以跟父親相當親密。跟著要到東帝大學醫院治療的父親哲夫來到東京。聽到父親的手術由厲害的醫師執刀，內心充滿喜悅。 | 粵語配音：黃昕瑜 | 第5集                    |
| 洛克·舒林普（ロック・シュリンプ）                   | 坂元健兒        | 美國「波士頓哈佛醫科大學」教授。在上司約翰·史塔基教授面前常抬不起頭。陪同約翰·史塔基來到日本。 | 粵語配音：麥皓豐 | 第6集                    |
| 約翰·史塔基（ジョン・スターキー）                   | 伊恩·摩爾       | 洛克·舒林普的上司，「波士頓哈佛醫科大學」教授。 | 粵語配音：潘文柏 | 第6集                    |
| 七尾貴志                          | 武田真治        | 鋼琴家。19歲時受腦膜炎影響，喪失兩耳聽覺。 | 粵語配音：鄧志堅 | 第7集                    |
| 七瀨由香                          | 知英            | 失聰鋼琴家七尾貴志的助手。七尾貴志無法透過讀唇語理解的部分，就由七瀨由香比手語協助。在高中時因為罹患重感冒，失去左耳聽覺。 | 粵語配音：何寶珊 | 第7集                    |
| 安原邦治                          | 比留間彰        | 七尾貴志的經紀人。 | 粵語配音：葉振聲 | 第7集                    |
| 八乙女悠太                        | 小西遼生        | 演而優則唱，是受到普羅大眾女性愛戴的完美超級巨星。連續五年獲選「想跟他結婚的男人」與「想跟他上床的男人」第一名。相當注重個人隱私，但其中似乎有不能為人知曉的秘密。罹患極難以手術成功治癒的肝癌，秘密入住東帝大學醫院。「八乙女悠太」為藝名，本名是「山田大八」。 | 粵語配音：梁偉德 | 第8集                    |
| 河合由美                          | 宮地雅子        | 八乙女悠太的經紀人。全力守護八乙女悠太的一切，善盡經紀人的職責。後來悠太在記者招待會上公開承認為其妻子。 | 粵語配音：謝潔貞 | 第8集                    |
| 鮫島治男                          | 團時朗          | 慶林大學醫院院長。 | 粵語配音：黃子敬 | 第9集                    |
| 鮫島律子                          | 高橋瞳          | 慶林大學醫院院長鮫島治男的妻子，慶林婦人會的會長。 | 粵語配音：謝潔貞 | 第9集                    |
| 九條泰介                          | 矢柴俊博        | 慶林大學醫院外科醫生，九條映美的丈夫。 | 粵語配音：馮錦堂 | 第9集                    |
| 九條映美                          | 中山忍          | 慶林大學醫院外科醫生九條泰介的妻子，慶林婦人會成員。 | 粵語配音：曾佩儀 | 第9集                    |
| 十希子                            | 黑木美沙        | 嫁給中國財閥王超的女性。被檢查出罹患二尖瓣狹窄恐危及胎兒安全，但儘管大門未知子極力勸說接受手術，仍堅持要保住胎兒的性命。肚子內的孩子被診斷出胸部具有巨大腫瘤。                                                                                                   | 粵語配音：鄭麗麗 | 第10集                   |
| 後藤                              | 工藤俊作        | 王超的隨行翻譯。 | 粵語配音：許秉珩 | 第10集、第11集（最終回） |
| 李奧納多·史科普（Leonardo Scoop） | 查爾斯·葛洛佛   | 下任美國總統候選人。罹患局部進展性胰腺癌。 | 粵語配音：蕭徽勇 | 第11集（最終回）         |
| 黛安娜                            | 珍妮·史基德摩爾 | 李奧納多·史科普懷孕的妻子。 | 粵語配音：陸惠玲 | 第11集（最終回）         |
| 宅配業者                          | 古坂大魔王      | | 粵語配音：招世亮 | 第11集（最終回）         |

### 第五季

#### 東帝大學醫院
| 角色           | 演員       | 敘述 | 配音                              | 登場集數       |
| 志村圓（志村 まどか，55） | 大地真央   | 「東帝大學醫院」首任女性院長。東帝大醫學院第一名畢業後，赴美於波士頓·哈佛醫學大學留學10年。手術手腕一流，不走後門、不靠關係，靠實力爬上現在的地位。其完美的清廉性，讓她獲得「Madam Clean」（マダム・クリーン）的封號。就任院長後，以「患者優先」為口號，戮力推動醫療改革，一掃醫局優先所造成的權力鬥爭沈屙。曾說過有實力的醫生，地位就與之無關的話，並聘任大門未知子進入東帝大學醫院。 受到與一色辰雄的婚外情醜聞的牽連，以及前院長蛭間重勝的火上加油，被解任離開東帝大學醫院。 | 粵語配音：許盈                    | 第五季第1、2集 |
| 豬又孝（54）   | 陣內孝則   | 東帝大學醫院外科副部長。自尊心重，執著於事業不容有失，很容易為被指出錯或不被尊重而憤怒。 | 粵語配音：張炳強                  | 第五季全劇     |
| 伊東亮治（30） | 野村周平   | 東帝大學醫院的「寬鬆世代」醫師。新人中成績最好，亦為最反叛，喜好玩樂隊。後來決定離開，而這份年少的勇氣為海老名所仰慕。 | 粵語配音：陳灝瑋                  | 第1、2集       |
| 西山直之（29） | 永山絢斗   | 東帝大學醫院的「寬鬆世代」新人醫師。為內神田會長私生子，因小時候其與母親被忽略而關係疏離。仰慕大門未知子，對方亦不介意給其學習機會，最終被指出其就醫的態度必須改變。在被奉承推上主刀一事中開始明白父親當年工作的難處，但堅持不認同其貪圖名利的態度。 | 粵語配音：陳耀楠                  | 第五季全劇     |
| 有馬亘（31）   | 中林大樹   | 東帝大學醫院的新人醫師。說話帶有關西腔。 | 粵語配音：林筠翔                  | 第五季全劇     |
| 黑川慎司（29） | 上杉柊平   | 東帝大學醫院的新人醫師。 | 粵語配音：陳成港                  | 第五季全劇     |
| 瓜田慎吾       | 今野浩喜   | 麻醉科醫生。因動手術過程中擅離職守，被豬又孝革職。 | 粵語配音：張裕東                  | 第6集          |
| 木元博司       | 古關安廣   | 東帝大學醫院的整型外科醫生。初次為九重遙看診時，判斷其腳痛的原因可能是足舟骨骨折。 | 粵語配音：林國雄                  | 第9集          |
| 麻生友也       | 希志真羅伊 | 東帝大學醫院醫務人員。 |                                   | 第五季全劇     |
| 後藤憲之       | 岡本亮一   | 東帝大學醫院醫務人員。 |                                   | 第五季全劇     |
| 中濱淳一郎     | 伊藤謙心   | 東帝大學醫院醫務人員。 |                                   | 第五季全劇     |
| 長森陽菜       | 久住小春   | 東帝大學醫院的護理師。與醫師結婚是她多年來的夢想。 | 粵語配音：凌晞                    | 第五季全劇     |
| 河原里美       | 柴田美咲   | 東帝大學醫院護理師。 |                                   | 第五季全劇     |
| 杉崎文菜       | 阿久澤菜菜 | 東帝大學醫院護理師。 |                                   | 第五季全劇     |
| 戶田結衣       | 淺田光     | 東帝大學醫院護理師。 |                                   | 第五季全劇     |
| 與野華子       | 古川泉     | 東帝大學醫院護理師。 |                                   | 第五季全劇     |
| 中谷惠子       | 是永瞳     | 東帝大學醫院院長蛭間重勝的第一秘書。 | 粵語配音：廖杏茵                  | 第五季全劇     |
| 思考（ソンタくん）       | NAO        | 人型機器人。東帝大學醫院院長蛭間重勝的第二秘書。名字發音近於日文的「忖度」（）。 | 日語配音：岩崎博 粵語配音：李安邦 | 第五季全劇     |

#### 日本醫師俱樂部
| 角色             | 演員     | 敘述                             | 配音             | 登場集數   |
| 內神田景信（70） | 草刈正雄 | 日本醫師俱樂部會長。肉類狂熱者。 | 粵語配音：盧國權 | 第五季全劇 |
| 雉澤真之介       | 矢島健一 | 東帝大學醫院監查員。             | 粵語配音：馮志輝 | 第五季全劇 |

#### 第五季客串角色
| 角色                                    | 演員                 | 敘述 | 配音             | 登場集數 |
| 車田一久（58）                          | 松澤一之             | 大門未知子所搭乘公車的司機。罹患冠狀動脈瘤合併心肌梗塞及心包膜填塞。 | 粵語配音：林國雄 | 第1集    |
| 一色辰雄（57）                          | 升毅                 | 新聞從業者。志村圓的婚外情對象。 | 粵語配音：陳廷軒 | 第1集    |
| 蛭子能收                                | 蛭子能收（本人飾演） | 大門未知子在風景區相遇的遊客，兩人一起泡溫泉，之後一起搭下山。 | 粵語配音：劉昭文 | 第1集    |
| 傑可·麥克森（Jichael Mackson）          | 布雷克·克勞福        | 波士頓大學醫院的世界知名心臟科醫師，將首度與日本合作利用遠距操控機械手臂開刀，卻因血管破裂噴濺的血液遮擋了機械手臂的鏡頭而失敗。 | 粵語配音：麥皓豐 | 第1集    |
| 伊東不二子（55）                        | 中田喜子             | 伊東亮治的母親。罹患原發性膽囊癌肉腫。即將接受伊東亮治所提案的「肝胰十二指腸同時切除」手術。 | 粵語配音：雷碧娜 | 第2集    |
| 三鴨壽（60）                            | 平田滿               | 東帝大學附屬第八幼兒園園長。熱衷於幼兒教育，受到學童的喜愛。罹患肺腺癌，本來正在接受東帝大學醫院外科副部長豬又孝的化學治療，但因化療後病情未見起色，而想找其他醫院進行二次診斷。 | 粵語配音：譚炳文 | 第3集    |
| 健太                                    | 大藤瑛史             | 東帝大學附設第八幼兒園的學童。 |                  | 第3集    |
| 芽衣                                    | 後藤由依良           | 東帝大學附設第八幼兒園的學童。 |                  | 第3集    |
| 翼                                      | 松本晃大             | 東帝大學附設第八幼兒園的學童。 |                  | 第3集    |
| 內神田四織（31）                        | 仲里依紗             | 因為相親派對與東帝大學醫院外科醫生森本光結識，且論及婚嫁的女性。罹患重度肝臟癌。聲稱為日本醫師俱樂部會長內神田景信前妻的女兒，但實際上是利用內神田這姓氏來進行婚姻詐騙。 | 粵語配音：梁少霞 | 第4集    |
| 五反田五郎（22）                        | 間宮祥太朗           | 持續保持連勝紀錄的22歲天才職業棋手。有著譽為能「達到神的領域」的手臂，並擔任將棋的親善大使，是日本紅極一時的名人。在與獲稱為世界最強的將棋機器人對弈過程中，突然痙攣失去意識，緊急送入東帝大學醫院救助。 被醫學人工智慧（AI）「希波克拉底」診斷罹患腦膿腫，但及後經大門未知子的診斷，實為患上腦囊蟲病。 | 粵語配音：李鎮然 | 第5集    |
| 六浦良夫（62）                          | 平泉成               | 跟大門未知子與城之內博美經常往來的中華餐館老闆。為了照顧在東帝大學醫院開刀的妻子六浦敦子，每天都來探望她。但他本身胰臟也被診斷出有胰管内乳頭粘液性腺癌（IPMC）。 | 粵語配音：黃子敬 | 第6集    |
| 六浦敦子（62）                          | 松金米子             | 六浦良夫的妻子，夫妻倆共同經營中華餐館。因長期洗腎罹患了腎癌。為了讓大門未知子與城之內博美開刀，而住進東帝大學醫院。 | 粵語配音：林丹鳳 | 第6集    |
| 娜娜莎·納金斯基（Nanasha Najinsky，35） | 夏綠蒂·凱特·福克斯   | 原守的前女友，美國醫學俱樂部副會長的千金，是個技術高超的外科醫生，在美國知名的斯坦布里吉醫科大學擔任教授，但因醫療疏失而被迫離職，遂來日找原守團聚。造成醫療疏失的原因是罹患了腦腫瘤，影響運動神經，右手麻痺而無法正常使用。                                                                                | 粵語配音：吳羨婷 | 第7集    |
| 內神田小百合                            | 戶田菜穗             | 日本醫師俱樂部會長內神田景信的妻子。 | 粵語配音：曾秀清 | 第7集    |
| 萌萌香（萌々香）                              | 小飯塚貴世江         | 內神田小百合的表妹。想透過表姊內神田小百合幫她從東帝大學醫院的醫局裡尋找適合的結婚對象。 |                  | 第7集    |
| 八雲拓哉（54）                          | 林家正藏             | 前厚生勞動省大臣秘書官，被診斷罹患肝外發育型肝細胞癌（4A期）。 | 粵語配音：林國雄 | 第8集    |
| 九重遙（13）                            | 井本彩花             | 夢想成為首席舞者的芭蕾舞少女。為了參加芭蕾舞選拔，忍著腳痛刻苦練習著。被診斷出腳痛的原因是舟狀骨骨折，但治療需要動兩次手術、治療期長達半年。 | 粵語配音：葉曉欣 | 第9集    |
| 九重比佐子                              | 原沙知繪             | 九重遙的母親。離過一次婚的單親媽媽，對女兒的夢想全力的支持。跟同樣有過一次婚姻的城之內博美是朋友。 | 粵語配音：陸惠玲 | 第9集    |
| 九重節郎                                | 大友康平             | 九重遙的外公。已經退休，靠養老金生活。經常與努力追逐夢想的九重遙見面，也很在意她的腳痛，並在未經女兒九重比佐子的同意下，逕自將九重遙帶到東帝大學醫院看診。 | 粵語配音：黃子敬 | 第9集    |

### 第六季

#### 東帝大學醫院
| 角色                | 演員       | 敘述 | 配音                                | 登場集數   |
| 尼古拉斯·丹下（60） | 市村正親   | 掌管海外基金的家族第二代成員，為巴西與日本混血兒，經常說葡萄牙語。因為東帝大學醫院陷入財困而被請求幫助執行再生計劃，出任副院長，一度奪權成為代理院長。在日本寄居山林，喜好各式烹飪。起初與大門如朋友般互相欣賞，但大門發現其會為人工智能治療和節流賺錢的理念失去理智後形同陌路，多次熱情討好都不得要領。後來揭示其經常利用特別招攬患者的訊息進行股票內幕交易，繼而得到豐厚財產，最終被海老名找到破綻讓蛭間舉報。爾後再確診患有心臟病，自足以外亦有大力協助守護貧困孩子的未來，終讓大門決意努力救助。 | 粵語配音：招世亮                    | 第六季全劇 |
| 潮一摩（45）        | 中山裕介   | 東帝大學醫院次世代智慧手術擔當外科部長暨教授，主要為其引入的手術人工智能「愛」，負責現場調較和質素管理，致力實行丹下的再生計劃。對於大門多次比其與「愛」的診斷更準確感到不忿，亦對丹下指示其隨意拿下大門的手術成果有所迷茫，為此一直嘗試在實戰上追趕對方。 | 粵語配音：陳卓智                    | 第六季全劇 |
| 鮫島有（42）        | 武田真治   | 東帝大學醫院新任事務長，丹下重要的左右手。於被查冊時為了自保顯出本性，將罪名全部推卸予丹下，換取無罪復職，但在對方被救時還是有表現擔憂。後說服蛭間以類近丹下的計劃開拓蛭間基金，最終變成真正操控東帝大學醫院的幕後領導。 | 粵語配音：鄧志堅                    | 第六季全劇 |
| 濱地真理（54）      | 清水美智子 | 東帝大學醫院次世代癌症及腫瘤科擔當內科部長，從海外回流。傾慕權威和權力，醫療方案亦以賺錢為上，亦常倡議藥物代替手術。起初不喜歡嫌她麻煩的大門，後來在見識丹下與蛭間的陰暗面後，開始對其友好，放膽表現有趣的一面。 | 粵語配音：伍秀霞                    | 第六季全劇 |
| 中山麻里亞          | 松本真理香 | 東帝大學醫院外科局女性醫師。曾於2001年榮登醫學部首位東帝大小姐寶座，是在波士頓哈佛醫學大學獲稱為「不會失敗的公主」的優秀外科醫生。亦因曾多次登上知名醫學雜誌封面，而有稱作寫真明星女醫。 | 粵語配音：劉惠雲                    | 第8集      |
| 村崎公彥（35）      | 藤森慎吾   | 海外回流的外科醫生，會說流利英語，工事上與潮相熟。於教導外語一事後開始和伊倉琉璃交往，最終決定往西雅圖結婚。 | 粵語配音：黃啟昌                    | 第六季全劇 |
| 飯野加菜（23）      | 川瀨莉子   | 東帝大學醫院的新手護理師，曾照顧大部分特別招攬的病人。 | 粵語配音：陳琴雲                    | 第六季全劇 |
| 多古幸平（28）      | 戶塚純貴   | 優秀的年輕外科醫生，十分遵守改革派的政策，不過也會為重要的人與事盡力遊走於灰色地帶。在大門一次幫助後開始主動與其溝通，也漸漸與加地和原混熟。最終揭示出自青森，並與同鄉的大間開始交往。 | 粵語配音：張方正                    | 第六季全劇 |
| 伊倉琉璃            | 河北麻友子 | 東帝大學醫院代理院長的秘書，會用英文嘲諷蛭間噁心，對其行為感到反感。與同對海外熟悉的村崎公彥交往，最後決定與其一同到西雅圖結婚。 | 粵語配音：凌晞                      | 第六季全劇 |
| 白洲民枝            | 山下容莉枝 | 東帝大學醫院護理長。 | 粵語配音：許盈                      | 第5集      |
| 「愛」              | N/A        | 丹下進駐後引入的人工智能診斷系統，由潮所開發和管理，以「AI」作單一字詞時的英語讀音命名。雖然正確診斷大部分病症，但經過數次大門進行的手術後，被發現在診斷低機率特異病例存在盲點。在潮將這些病例加入後，已經開始追上大門對每一病人獨立診斷的思維，最終更深度學習至能為大門提供全新的方法。 | 日語配音：池田昌子 粵語配音：梁少霞 | 第六季全劇 |

#### 第六季客串角色
| 角色              | 演員                | 敘述 | 配音             | 登場集數                |
| 岩田一子（64）    | 松坂慶子            | 東帝大學醫院中自助餐廳裡的阿姨，從第一集開始便十分仰慕丹下。通過AI檢查發現有肺栓塞的診斷，並且預期可以在術後痊癒。卻由未知子診斷出患有肺癌，並進行手術。在術後送給大門一個精美的雙層便當盒，神原在打開盒子發現裡面實際上是兩層的錢時樂不可支。 | 粵語配音：陸惠玲 | 第1集、第10集（最終回） |
| 二色壽郎（60）    | 師師岡              | 二色集團的CEO，因特殊疾病而必須要換肝，但由於自身行為導致家族中並沒有人想要捐獻肝臟，目前僅剩失蹤的小女兒二色由理是唯一希望。然而二色由理開出的條件是：拿父親的肝臟救自己的男友古澤研二，並同意兩人婚事，她就願意當父親的肝臟捐贈者。          | 粵語配音：張炳強 | 第2集                   |
| 古澤研二（28）    | 清原翔              | 多米諾骨牌大師。患有第三期肝癌，因此需要換肝而住院，但找不到肝臟捐助者。此外，由於古沢研二無法負擔住院與治療費用，被迫離開東帝醫學大學。後來因為二色由理和父親的條件而得以換肝獲救。最後與二色由里結婚，成為二色由里的丈夫。                   | 粵語配音：李凱傑 | 第2集                   |
| 二色由理（23）    | 上白石萌歌          | 古澤研二的女友，同時也是二色壽郎的小女兒。因父親討厭古澤研二，因而離家出走。本來只想成為古澤研二的肝臟捐助者，不想救父親，但後來藉由大門提出的建議，而向父親提出條件，同時救了父親與男友。最後與古澤研二結婚，成為古澤研二的妻子。             | 粵語配音：羅孔柔 | 第2集                   |
| 梅澤三郎（61）    | 角野卓造            | 厚生勞動大臣。因為頻繁失言，欲避風頭而住進東帝大學醫院。未料遭到丹下拒絕，遂藉其秘書之力安然入院。本來大門是判斷其患有舌癌二期，但經過一連串觀察與再次診斷後，發現其患有脈絡膜惡性黑色腫瘤。                                                   | 粵語配音：黃子敬 | 第3集                   |
| 竹田邦子          | 西原亞希            | 梅澤的秘書。以使蛭間重勝獲得不起訴處分為交換條件，要求其利用權勢使梅澤大臣住進醫院避風頭。 | 粵語配音：陳琴雲 | 第3集                   |
| 大泉勇造（40）    | 瀨川亮              | 國會議員。與丹下合作，欲使梅澤因失言與疾病問題辭任其厚生勞動大臣一職。其與丹下之合作雖因大門介入而未能遂其意，但梅澤仍因未改失言毛病黯然下台，後成為新任厚生勞動大臣。                                                                         | 粵語配音：雷霆   | 第3集                   |
| 客人              | 羽鳥慎一            | | 粵語配音：關令翹 | 第3集                   |
| 客人              | 玉川徹              | | 粵語配音：翟耀輝 | 第3集                   |
| 四日市清昭（23）  | 岡田健史            | 日本田徑界王牌運動員。透過AI診斷發現其膝蓋患有滑膜肉瘤第三期。雖然透過置換人工關節即有康復可能，惟其田徑生涯可能就此斷送，因此極力抗拒此治療方法。                                                                                             | 粵語配音：鍾見麟 | 第4集                   |
| 潮四系乃（71）    | 倍賞美津子          | 潮一摩的母親。透過AI診斷認為其罹患阿茲海默症的機率達85%，但未知子似乎認為AI的判斷有問題。後確診為特發性常壓型水腦症，始因此出現類似阿茲海默症之病徵。                                                                                          | 粵語配音：袁淑珍 | 第4集                   |
| 三原吾郎          | 阿南健治            | 三原雅惠的獨生子。 | 粵語配音：蕭徽勇 | 第5集                   |
| 三原千明          | 西鄉真悠子          | 三原雅惠的孫女。 | 粵語配音：曾秀清 | 第5集                   |
| HIKAKIN           | HIKAKIN（本人飾演） | 知名YouTuber。特別客串嘉賓，僅數秒演出。 |                  | 第5集                   |
| 情侶              | 押田岳              | | 粵語配音：張裕東 | 第5集                   |
| 情侶              | 大幡詩繪理          | | 粵語配音：葉曉欣 | 第5集                   |
| 惠美              | 秋乃潤梨            | 護士酒吧店員。 | 粵語配音：黃昕瑜 | 第5集                   |
| 里卡              | 川村海乃            | 護士酒吧店員。 | 粵語配音：陳皓宜 | 第5集                   |
| 新之助            |                     | 與蠟筆小新聯名演出。僅入鏡數秒。三原雅惠的曾孫。 | 粵語配音：蔡惠萍 | 第5集                   |
| 小白              |                     | 與蠟筆小新聯名演出。僅入鏡數秒。 |                  | 第5集                   |
| 六角橋翔太（37）  | 平岡祐太            | 靠著兒童商機起家，擁有一千億資產的企業家。肝癌患者。 | 粵語配音：梁偉德 | 第6集                   |
| 皆月睦美（皆月むつみ，7）   | 寶邊花帆美          | 罹患後腹膜原發性生殖細胞腫瘤的7歲小女孩。 | 粵語配音：羅孔柔 | 第6集                   |
| 皆月              | 木村梨恵子          | 皆月睦美的母親。 | 粵語配音：陸惠玲 | 第6集                   |
| 賽文·戈柏（セブン・ゴールドバーグ，45） | 亞蘭·羅瓦           | 世界知名銀行家。造訪東帝大學醫院原為進行植毛手術，但意外檢查出胃癌第一期B。 | 粵語配音：麥皓豐 | 第7集                   |
| 娜塔莉·戈柏（ナタリー・ゴールドバーグ）   | 阿南達·雅各布斯     | 戈柏的妻子。 | 粵語配音：詹健兒 | 第7集                   |
| 八村正義（39）    | 竹財輝之助          | 有政壇王子美名的政治人物，傳聞為下任總理大臣接班人。患有缺血性心肌症。 | 粵語配音：曹啟謙 | 第8集                   |
| 九藤勇次（69）    | 宇崎龍童            | 日本知名搖滾巨星，暱稱「阿勇」。只知道自己患有痔瘡，但大門未知子檢查出有後腹膜腫瘤（與第五季大門未知子自身所患疾病一樣，但病情更為嚴重）。 | 粵語配音：張炳強 | 第9集                   |
| 九藤今日子        | 筒井真理子          | 九藤勇次之妻。 | 粵語配音：黃麗芳 | 第9集                   |
| 新津多九也        | 川谷繪音            | 出道曲播放次數高達九億次的年輕創作歌手。 | 粵語配音：李鎮然 | 第9集                   |
| 吉行和十          | 城檜吏              | 年幼的天才鋼琴演奏家，接受丹下幫助就讀於朱利亞德音樂學院。 | 粵語配音：陸惠玲 | 第10集（最終回）        |

### 第七季

#### 東帝大學醫院
| 角色               | 演員     | 敘述 | 配音   | 登場集數   |
| 蜂須賀隆太郎（55） | 野村萬齋 | 東帝大學醫院內科部長，並趁著高層變動和海外院長未能歸位，除去了一直掌權的外科醫生勢力，成為代理院長。遙距工作經驗豐富，使之在新冠肺炎疫情下得到抬舉。後來以代理院長職位巴結蛭間而成為東帝大學醫院「醫療解決方案本部」部長，並建立可以發展化學治本抗病藥的感染研究中心。 自創新的遵命手勢，很強調100%準繩的治療方案。過去於外科工作時不屑蛭間腐敗，當前亦充斥新仇舊恨。在SARS時已經積極推廣戴口罩和勤洗手的重要性，甚至自資到貧窮地區協助，被大門稱之為「傳染病魔人」，對應大門被稱為「手術魔人」。一路努力下患上了胰臟癌，同時因為化學治本方案失敗，間接導致癌細胞擴散，並在感染西非新型冠狀病毒變異體下加劇。 欣賞大門不會失敗的技術，有意拉攏作心腹。後來在數次交往過程中萌生愛意，而大門亦似乎不自覺地對其有所牽掛，只是最後二人始終有緣無份。 | 潘文柏 | 第七季全劇 |
| 三國蝶子（55）     | 杉田薰   | 東帝大學醫院公關部長。為了峰須賀隆太郎理想的遙距營運方法，收集大量情報和籠絡人心，不過箇中亦有提升地位的私心。 於第3集被揭露與厚勞省事務次官神部有外遇，並確認因為龐大心理壓力而患上章魚壺心肌症。最終揭示這些心理壓力普遍是來自逐步接近厚勞省高層關係的喜悅，而非大部分旁人所想的工作和傳媒壓力。不過第8集也特別補充其對神部的愛終究是真心的，亦不會完全放下別人的恩情。 | 沈小蘭 | 第七季全劇 |
| 鍬形忠（47）       | 小籔千豐 | 東帝大學醫院內科副部長。第八集升任東帝大學醫院內科負責人。 平日看低外科醫生。很想透過奉承爭取權力，但總是堪如局外人般意會不了身邊人的手段。最後因此對峰須賀起了背叛之心，將其患病的秘密告知蛭間。成為蛭間心腹後立即想在興建分院過程中收受賄款，結果被捕。 | 陳卓智 | 第七季全劇 |
| 蟻原涼平（26）     | 一之瀨颯 | 東帝大學醫院外科實習醫生。第七季外傳（Doctor-Eggs）主角。 | 曹啟謙 | 第七季全劇 |
| 虻川莉莎（26）     | 宮本茉由 | 東帝大學醫院外科實習醫生。第七季外傳（Doctor-Eggs）主要角色之一。 | 葉曉欣 | 第七季全劇 |
| 矢島源五郎（26）   | 上川周作 | 東帝大學醫院外科實習醫生。第七季外傳（Doctor-Eggs）主要角色之一。 | 胡家豪 | 第七季全劇 |
| 寒蟬勇次（35）     | 永野宗典 | 東帝大學醫院內科醫生。 | 麥皓豐 | 第七季全劇 |
| 朝蜘優衣（27）     | 結城萌   | 東帝大學醫院外科分院長的秘書。私底下不太忠誠於蛭間。 | 張頌欣 | 第七季全劇 |
| 興梠廣（40）       | 要潤     | 東帝大學醫院外科醫生，美國回流的腦外科權威。新冠肺炎大流行時與大門曾有交流，被對方記得其逃避困難的模樣。對效忠內科的外科醫生這點感受到無比壓力。目睹大門等人對工作全力投入後開始改變心態，最後前往協助蜂須賀的手術。 | 蘇強文 | 第2-10集   |

#### 第七季客串角色
| 角色       | 演員                 | 敘述 | 配音   | 登場集數                |
| 一橋由華   | 富永愛               | 參議院議員，透過基金資助不同後輩朋友成就夢想，包括一木螢。在基金會派對上因急性膽嚢炎被帶至東帝大學醫院進行緊急手術。 | 劉惠雲 | 第1集                   |
| 一木螢     | 岡田將生             | 在紐西蘭協助大門處理當地副首相手術工作，之後積極到大量非洲國家義診，三個月後歸國成為議員一橋由華的主診醫生。被證實患上連疫苗和療法都沒有的拉沙熱，並引發心腹炎併發症，使大門肆意對其進行一人手術。 | 李致林 | 第1集                   |
| 二木麻也子 | 夏川結衣             | 夜總會「麻也」的媽媽生，蛭間在銀座區的舊相好。在選拔東帝大學醫院教授和院長的時期（接近第一季後段的時間），見證蛭間與蜂須賀如何積怨。 | 謝潔貞 | 第2集                   |
| 神部八尋   | 宮川一朗太           | 厚勞省事務次官。第3集和三國蝶子被周刊拍到在一起的照片，被報導有科研費關說之事，後演變成兩人不倫戀。神部在媒體前宣布與妻子離婚並將與三國結婚。第8集向蜂須賀承諾以科學研究補助金支持「傳染病研究中心」，但之後發現癌症，透過三國向蜂須賀表示想用手術治療，而非蜂須賀的內科治療。大門開刀將神部治癒後，向蜂須賀表示之前承諾的補助取消。 | 雷霆   | 第3集、第8集            |
| 神部久美子 | 川上麻衣子           | 神部八尋的妻子。懷疑八尋與三國蝶子的不倫戀，在醫院裡大吼大叫，之後被八尋提出離婚。 | 雷碧娜 | 第3集                   |
| 四季唯花   | 凰稀要               | 音樂劇女主角，甲狀腺癌患者。因為不想留有手術傷口和迅速回歸舞台，而堅持使用化學治本療程。後來被大門發現肺尖部亦有患癌，而加入外科手術治療，並以微創手術加快完全康復。引薦其治療背後，有著政治與演藝界的明爭暗鬥。 | 曾秀清 | 第4集                   |
| 早水楓     | 鷲見玲奈             | 女演員，四季唯花的死對頭。利用四季住院想搶走音樂劇女主角，並透過有曖昧關係的眾議院議員大川幫忙。但蜂須賀將大川與早水的不倫戀洩露給了周刊，讓早水無法得到演出機會。 | 詹健兒 | 第4集                   |
| 大川舜一郎 | 井俣太良             | 眾議院議員，與早水楓有不倫戀。 | 黃啟昌 | 第4集                   |
| 那須田灯   | 松下奈緒             | 自由職業超級護士（號稱Nurse X）。在手術中護士的技能高超，不用等待醫生的指示，總是出示正確的器具儀器。清楚知道做一名自由護士的風險，會根據負責手術的外科醫生將其手術過程、動作精心記住和寫在筆記本上的形式留下證據。經常在最喜歡的烏龍麵餐廳吃烏龍麵。如果對手術感到滿意時則會吃咖哩飯。晶叔對其護士專業於手術表現非常讚嘆，希望湊齊名醫介紹所擁有外科醫生、麻醉科醫生、護士。在與大門及城之內一同手術時城之內以欣賞的眼神看著她與大門配合。合同結束時離開了東帝大學。 | 鄭麗麗 | 第5集                   |
| 五木和男   | 井上肇               | 專門報導溫泉的記者，直腸癌患者，喜歡泡溫泉，主治醫師為興梠。因興梠的失誤，造成必須二次手術，二次手術時興梠發現無法處理，要切除換人工肛門，但以後無法泡溫泉。大門進手術室將興梠踢到旁邊，用網膜固定直腸，不用換人工肛門。 | 盧國權 | 第5集                   |
| 五木陽子   | 今藤洋子             | 五木和男的妻子。 | 謝潔貞 | 第5集                   |
| 王弥六     | 吉田隼               | 9歲，亞洲首富、中國最大IT集團老闆的長子，小時候母親因癌症去世，喜歡《怪醫黑傑克》漫畫。因原守之前為其父健檢，由原守引介至日本就醫，並擔任主治醫師。原守診斷為肝腫瘤，後大門要求再檢查為碰撞癌。原定返回中國手術，卻在醫院門口倒下。原守緊急手術發現無法處理，後由大門接手完成手術。一直相信獲神原聘請的原守就是Doctor X，中間知道真相時表現失望，但在對方進行緊急手術後再度堅持原本的想法。                                                                           | 陳琴雲 | 第6集                   |
| 七宮安江   | 根岸季衣             | 食堂「七宮」老闆娘，罹患胃癌。森本光的忠實粉絲，喜歡對方的率直。屬意森本擔任主治醫師並開刀處理大部分程序，後來在不可預期狀況下由大門接手。 | 林丹鳳 | 第7集                   |
| 七宮萌香   | 白石糸               | 七宮安江的女兒。因著母親不肯入院作手術前準備而擔憂。 | 魏惠娥 | 第7集                   |
| 榎本宗七   | 徳重聡               | 環境大臣、眾議院議員，東帝大學醫院環保認證的決策者。因鼻竇炎入院，卻騙外界患重病而無法參加環境峰會。蜂須賀向外界宣布榎本罹患胃癌，直播開刀實況卻以七宮安江充數。 | 雷霆   | 第7集                   |
| 向島太一   | 高橋洋               | 環境大臣榎本的秘書。 | 黃啟昌 | 第7集                   |
| 山本雪乃   | 山本雪乃（本人飾演） | 到「七宮」吃飯的客人。 | 鄭麗麗 | 第7集                   |
| 八神五月   | 瀨戶朝香             | 城之內博美的高中同學。高中時與城之內搶男朋友，之後懷上孩子結婚，卻在兩年後離婚。先前看了好幾家醫院均無法醫治，經兒子請求再試一次。內科放射治療後腫瘤縮小，同意讓大門開刀。手術前夜，城之內給其看兩人高中畢業時，八神挺著大肚子的合照。此時卻突然心肌梗塞，結果在城之內急救無效後去世。 | 鄭麗麗 | 第8集                   |
| 八神祐希   | 元之介               | 八神五月的兒子。八神五月去世後向城之內表示謝謝照顧他母親。 | 鍾見麟 | 第8集                   |
| 蜜柑醬     | 工藤美櫻             | 護士酒吧店員。 | 陳皓宜 | 第8集                   |
| 蘋果醬     | 椎名渚               | 護士酒吧店員。 | 黃昕瑜 | 第8集                   |
| 謝爾普博士 | Mansour Diagne       | 薩菲利斯坦王國傳染病研究所所長，支持蜂須賀建立「傳染病研究中心」。第9集訪問「傳染病研究中心」，第9集和朱利斯博士確診西非變種的新型冠狀病毒。 |        | 第9集、第10集（最終回） |
| 南勝子     | 萬田久子             | 東京都知事。因東帝大學醫院出現新型病毒，召開緊急會議責問蛭間代理院長，並因著感染新變種病毒的蜂須賀遭推至普通手術室醫治，而確定要對醫院追究日後的責任。 | 雷碧娜 | 第10集（最終回）        |
| 兜川正義   | Cookie               | 建築顧問公司社長。與鍬形忠因涉嫌賄絡被捕。 | 陳欣   | 第10集（最終回）        |
| 十兵衛     | 小堺一機             | 壽司店十兵衛老闆，與蜂須賀熟悉，見證他單純地對抗大型傳染病的經歷。最後一幕因心臟突然停頓而倒下由大門用CPR救治。 | 黃子敬 | 第9集、第10集（最終回） |